# Exetastes ocellaris
Exetastes ocellaris là một loài tò vò trong họ Ichneumonidae.